# روزويل هوبكينز
روزويل هوبكينز هو قاضي وسياسي أمريكي، ولد في 17 مايو 1757 في Amenia (town), New York ‏ في الولايات المتحدة، وتوفي في 5 سبتمبر 1829 في تشازي في الولايات المتحدة. انتخب عضو جمعية ولاية نيويورك ‏.